# روبين مارتينيز
روبين مارتينيز (بالإسبانية: Rubén Martínez Núñez) (27 نوفمبر 1964 بسانتياغو في تشيلي - ) هو مدرب كرة قدم ولاعب كرة قدم تشيلي في مركز الهجوم. لعب مع كولو-كولو.

## وصلات خارجية
- روبين مارتينيز على موقع الاتحاد الأوربي (الإنجليزية)
- روبين مارتينيز على موقع قاعدة بيانات كرة القدم.إي يو (الإنجليزية)
- روبين مارتينيز على موقع ناشيونال فوتبول تيمز (الإنجليزية)
- روبين مارتينيز على موقع عالم كرة القدم.نت (الإنجليزية)